# Турина, Иван
И́ван Ту́рина (хорв. Ivan Turina; 3 октября 1980, Загреб, СФРЮ — 2 мая 2013, Стокгольм, Швеция) — хорватский футболист, вратарь. Выступал за ряд хорватских клубов, греческий «Ксанти», польский «Лех», шведский АИК. В 2006 году провёл один матч за сборную Хорватии.

## Карьера

### Клубная

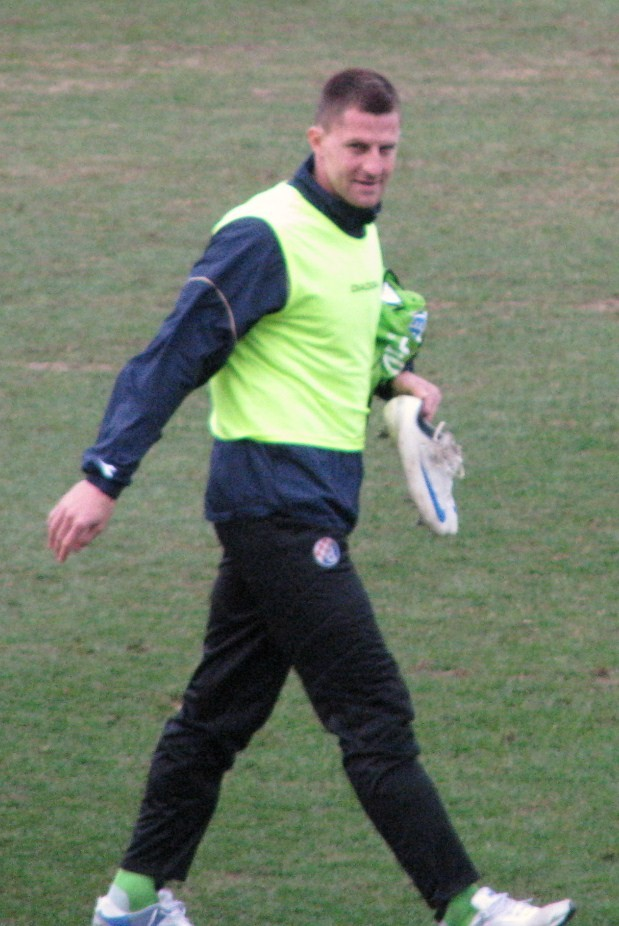
Иван Турина

Воспитанник загребского футбола. В 1998 году подписал первый профессиональный контракт с местным «Динамо», однако поначалу в команде был лишь четвёртым вратарём после Дражена Ладича, Томислава Бутины и Владимира Василя, поэтому часто играл в аренде. В середине 1999 года был отдан в аренду в другой загребский клуб «Кроацию», но там ни одного матча за сезон не сыграл. После этого были командировки в «Камен Инград» и «Осиек». После возвращения в «Динамо» прочно занял место основного голкипера. В составе команды становился чемпионом Хорватии, выигрывал Кубок и Суперкубок.
Летом 2007 года по окончании очередного сезона перебрался в греческую Суперлигу, где выступал за клуб «Ксанти».
На следующий сезон перебрался в польский «Лех». 31 октября 2008 года дебютировал в Экстраклассе, выйдя в стартовом составе познаньцев в матче с «Одрой» из города Водзислав-Слёнски. Через неделю, 6 ноября, сыграл за «Лех» в матче Кубка УЕФА с французским «Нанси».
В сентябре 2009 года Иван вернулся в загребское «Динамо», подписав контракт на один год.

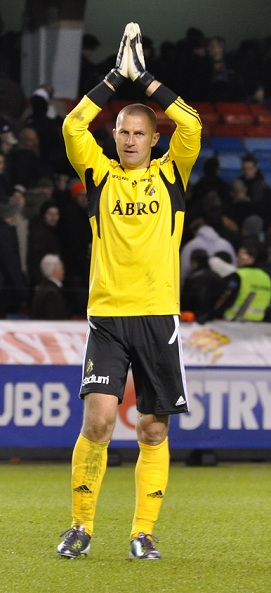
Иван Турина

В мае 2010 года согласовал контракт на три с половиной года со шведским АИКом и 7 июня, после успешного прохождения медицинского обследования, присоединился к команде. За новый клуб дебютировал 5 июля в кубковой игре с «Энгельхольмом», которая завершилась победой АИКа 2:1, а Иван получил жёлтую карточку уже на первой минуте.

### В сборных
Выступал за юниорские и молодёжные сборные Хорватии различных возрастов в отборочных играх к чемпионатам Европы. Признавался лучшим вратарём мемориала Ежека 1997 года. 1 февраля 2006 года сыграл свой единственный матч за основную сборную, выйдя на 46-й минуте товарищеской игры со сборной Гонконга вместо Джозефа Дидулицы.

## Достижения

### Командные
- Чемпион Хорватии (3): 2005/06, 2006/07, 2009/10
- Обладатель Кубка Хорватии (2): 2003/04, 2006/07
- Обладатель Суперкубка Хорватии (1): 2006
- Обладатель Кубка Польши: 2008/09

### Личные
- Лучший вратарь Хорватии: 2007

## Смерть

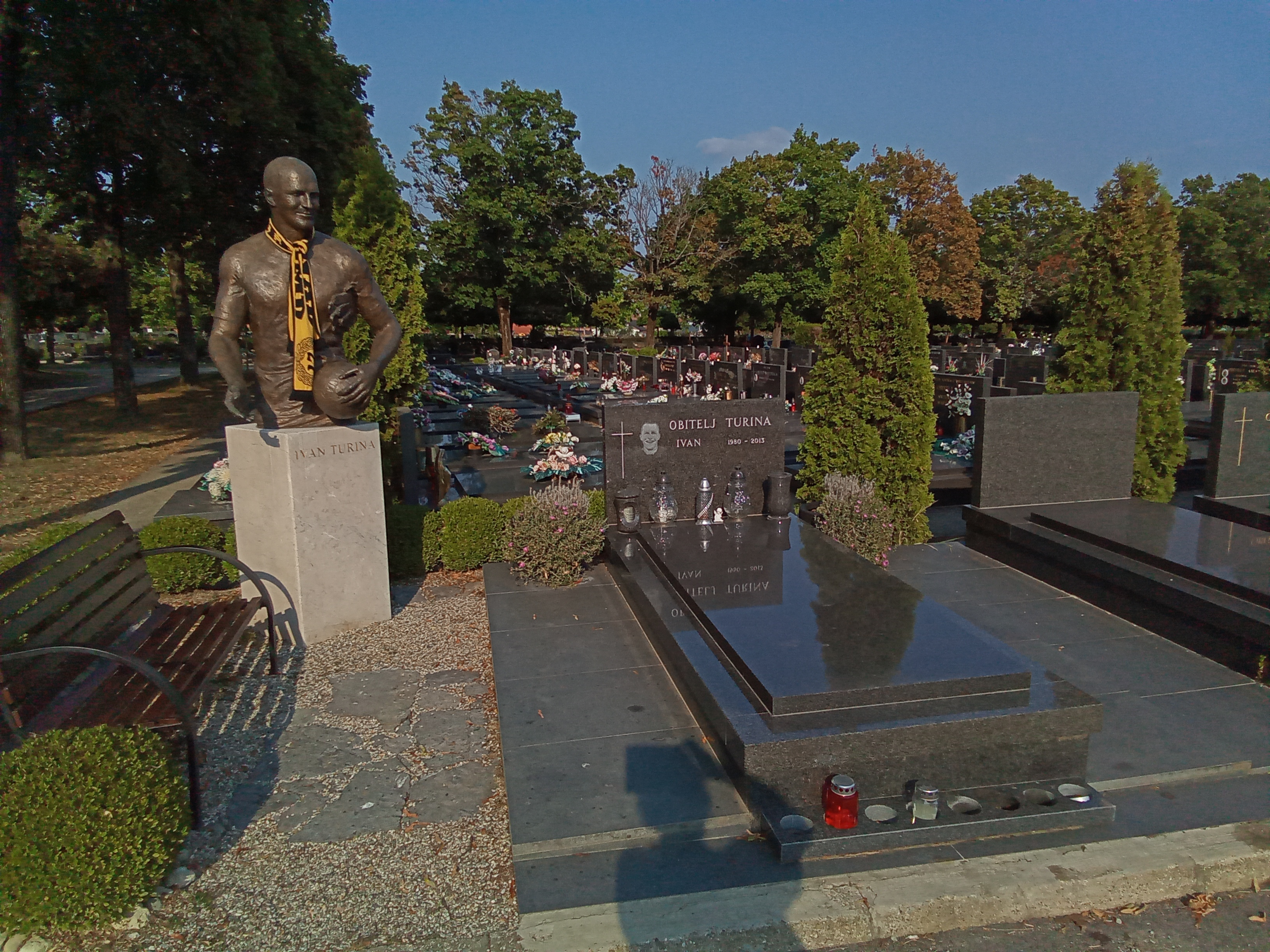
Могила Ивана Турина на кладбище Мирошевац в Загребе.

Иван Турина был найден мёртвым 2 мая 2013 года в четверг утром в своей квартире в Стокгольме. Как сообщают шведские СМИ, 32-летний хорватский голкипер ранее обращался к врачам по поводу проблем с сердцем.

## Семья
У Ивана Турины осталась жена Сенка и две дочери. На момент смерти Ивана его жена находилась на раннем сроке беременности.